# Calógeras (distrito)
Calógeras é um distrito do município brasileiro de Arapoti, no interior do estado do Paraná.
De acordo com o Instituto Brasileiro de Geografia e Estatística (IBGE), sua população no ano de 2010 era de 1 796 habitantes.
As origens históricas de Calógeras estão ligadas às das fazendas Jaguariaíva e Capão Bonito. Estrategicamente localizado nos Campos Gerais seu chão foi desbravado por aventureiros, sertanistas e tropeiros desde o início do século XVII.
No início do século XVII, bandeirantes paulistas e tropeiros de gado fizeram as primeiras penetrações na região que constitui o território de Jaguariaíva. Essas entradas realizaram-se através do histórico Caminho de Sorocaba que de São Paulo conduzia a Viamão, na Província de São Pedro do Rio Grande do Sul.
Segundo os dados políticos-administrativos, o decreto-lei estadual n.º 6667, de 31-03-1938, o distrito de São José de Paranapanema passou a denominar-se São José. Pelo decreto-lei estadual n.º 199, de 30-12-1943, o distrito de Cachoeirinha a denominar-se Arapoti e o de São José a denominar-se Calógeras.
Pela lei estadual n.º 253, de 26-11-1954, desmembra do município de Jaguariaíva os distritos de Arapoti e Calógeras. Para formar o novo município de Arapoti.